# Clemar Bucci
Clemar Bucci (Zenón Pereyra, Argentina, 4 de septiembre de 1920-Buenos Aires, 12 de enero de 2011) fue un piloto argentino de automovilismo que llegó a correr en Fórmula 1. Además fue diseñador y constructor de automóviles deportivos.

## Carrera deportiva

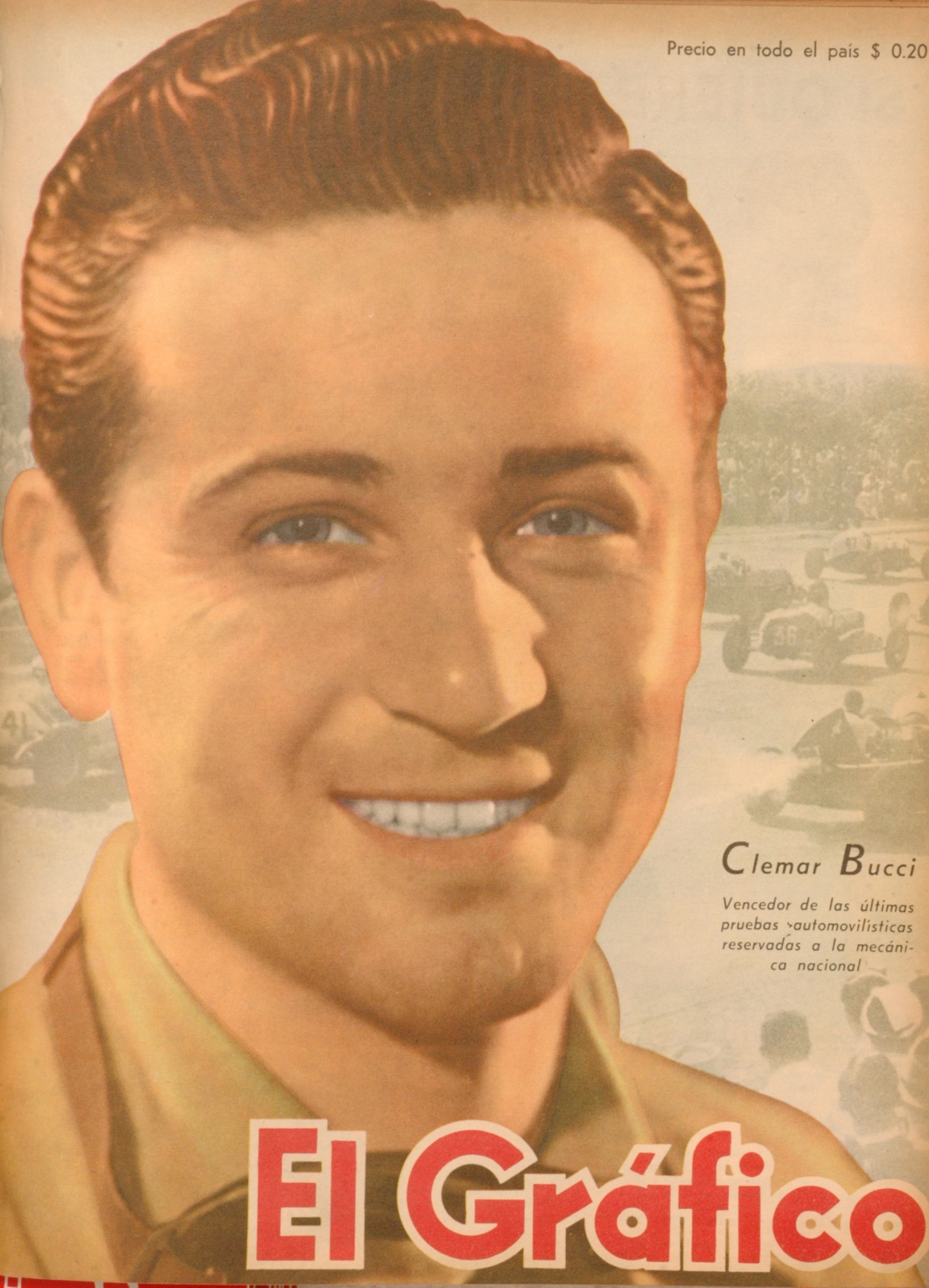
Clemar Bucci en 1947.

En 1938 comenzó a disputar carreras conduciendo un midget construido por él. Posteriormente corrió con autos de Fuerza Limitada en el interior de su país ganando en Pergamino, Salto, y dos carreras en Capitán Sarmiento.
Después de correr en la categoría de Fuerza Libre y ganar el Campeonato Argentino en 1947, se convirtió en el primer piloto argentino en disputar las competencias de Grand Prix. Su mejor resultado en Europa fue un tercer puesto en San Remo con un Maserati, detrás de Alberto Ascari y Luigi Villoresi.
En 1949 regresó a su país y al año siguiente corrió el Gran Premio Eva Perón con un Alfa Romeo 12C de 4.500 cc del año 1937, quedando en 3° lugar.
En 1954 volvió a Europa esta vez a participar de Fórmula 1. Se integró a la escudería Gordini y participó en los grandes premios de Gran Bretaña, Alemania, Suiza e Italia; abandonó en todas las carreras. Al año siguiente disputó el Gran Premio de Argentina, esta vez en un Maserati, pero tampoco pudo terminar la carrera.
Posteriormente se retiró de las pistas y se dedicó al diseño y construcción de autos deportivos. Construyó variados modelos de vehículos, entre los cuales destacó el Dogo SS-2000. Falleció en 2011 a los 90 años.

## Resultados

### Fórmula 1
(Clave) (negrita indica pole position) (cursiva indica vuelta rápida)

| Año     | Escudería                 | 1        | 2   | 3   | 4   | 5       | 6       | 7       | 8       | 9   | Pos. | Puntos |
| ------- | ------------------------- | -------- | --- | --- | --- | ------- | ------- | ------- | ------- | --- | ---- | ------ |
| 1954    | Equipe Gordini            | ARG      | 500 | BEL | FRA | GBR Ret | GER Ret | SUI Ret | ITA Ret | ESP | NC   | 0      |
| 1955    | Officine Alfieri Maserati | ARG Ret‡ | MON | 500 | BEL | NED     | GBR     | ITA     |         |     | NC   | 0      |
| Fuente: |                           |          |     |     |     |         |         |         |         |     |      |        |